# Saint-Julien-de-Cassagnas
Saint-Julien-de-Cassagnas är en kommun i departementet Gard i regionen Occitanien i södra Frankrike. Kommunen ligger i kantonen Saint-Ambroix som tillhör arrondissementet Alès. År 2022 hade Saint-Julien-de-Cassagnas 730 invånare.

## Befolkningsutveckling
Antalet invånare i kommunen Saint-Julien-de-Cassagnas
Referens:INSEE